# ژرژ آقابکوف
ژرژ «گئورگی» آقابکف ( روسی: Георгий Серге́евич Агабеков؛ ۱۸۹۶ – درگذشته ۱۹۳۷) سرباز ارتش سرخ شوروی، مأمور اداره مشترک دولتی سیاسی (OGPU)، عضو چکا و بین سال‌های ۱۹۲۸–۱۹۲۹، رئیس بخش شرقی (OGPU) بود.

## اوایل زندگی
گئورگی سرگئی‌ویچ آروتینوف با نام مستعار «آقابکف» در۱۵ ژانویه ۱۸۹۵ میلادی در خانواده‌ای ارمنی مقیم شهر عشق‌آباد، مرکز ایالت ترکمنستان روسیه متولد شد. آگاهی مستندی از محیط زندگانی و خانواده آقابکف در دوران کودکی و نوجوانی در دسترس نیست. این اندازه می‌دانیم که او در ۲۲ سالگی، همزمان با انقلاب اکتبر ۱۹۱۷روسیه، به ارتش تازه‌ تأسیس سرخ پیوست و بعد از سه سال تحمل گرسنگی و سرما و ذلت‌های فراوان، در اواخر۱۹۲۰ به «چکا» یا همان سازمان امنیت حکومت کمونیستی منتقل شد. در چکا به او سمت عضو رابط بین رؤسای اداره و عوامل مخفی مأمور سرکوب راهزنان و نهضت‌های انقلابی منطقه اورال روسیه، محول شد. در اکتبر۱۹۲۱ به‌سبب آشنایی با زبان ترکی و فارسی، از محل مأموریت خود به مسکو عزیمت کرد و در اداره مرکزی چکا به سمت کارشناس زبان فارسی منصوب و در ژانویۀ ۱۹۲۲ به قصد مبارزه با جنبش باسمه‌چیان عازم بخارا شد. همزمان با عزیمت وی به آسیای میانه، تغییر و تحولاتی در سازمان امنیت حکومت کمونیستی روی داد؛ سازمان جدیدی به نام «گ. پ. ئو» تأسیس و چکا منحل گردید و تمام اعضای آن به سازمان جدید منتقل شدند.
در مأموریت بخارا به او سمت رئیس امور ضدجاسوسی منطقه بخارا محول شد. او وظیفه داشت با جنبش باسمه‌چیان که حالا رهبری آن‌ را «انورپاشا» وزیر جنگ فراری عثمانی بر عهده گرفته بود، مبارزه کند. لنین که از نفوذ معنوی انورپاشا بر ترکان آسیای میانه اطلاع داشت پیش از این در دیداری با انورپاشا، از او برای خاموش کردن آتش شورش و تشویق مردم ترکستان به‌منظور پذیرش حکومت جدید استمداد طلبیده بود. او شخصاً انورپاشا را به مسکو دعوت کرده بود تا با وی در این زمینه مذاکره کند. آقابکف هدف لنین از اتحاد با انورپاشا را در کتاب خاطرات خود متحد کردن همه گروه‌های شورشی و تاختن به هندوستان بیان کرده‌است. به‌این‌ترتیب در پاییز ۱۹۲۱ انورپاشا به بخارا وارد شد. اما چند روز پس از رسیدن به بخارا تمام قول و قرارهایش با لنین را به فراموشی سپرد و به بهانه شکار از شهر خارج شد و به امیر امان‌الله خان حاکم افغانستان و امیر عالم‌خان رهبر باسمه‌چیان پیام فرستاد و با آنها بیعت کرد.
هم‌زمان با این تحولات به آقابکف مأموریت دادند محل اختفای انورپاشا را شناسایی کند. آقابکف به همراه یک دستیار در کسوت دستفروشی دوره‌گرد به بخارا عزیمت کرد و پس از چندین روز تعقیب و مراقبت محل اختفای انورپاشا را کشف کرد. نیروهای ارتش در ساعت ۷ صبح روز بعد به محل اسکان انورپاشا و نیروهایش یورش بردند و پس از چندین ساعت نبرد سنگین موفق شدند انورپاشا و تعداد زیادی از یارانش را کشته و یا دستگیر نمایند. درباره سرنوشت انورپاشا اختلاف‌نظر وجود دارد. آقابکف اظهار می‌دارد که: «پس از پایان نبرد موقعی که به معاینه اجساد پرداختند، جسد انورپاشا در میان کشته‌شدگان پیدا شد و بلافاصله یکی از افسران سوار شمشیر کشید و سر انور پاشا را از بدن جدا کرد.» اسماعیل رایین نویسنده کتابی با موضوع تاریخچه قتل عام ارامنه عثمانی، بدون ذکر منبع مدعی است کسی که سر از بدن انورپاشا جدا کرد، آقابکف بوده‌است. این‌گونه به‌نظر می‌رسد که آقابکف نقش خود در قتل انورپاشا را از ترس انتقام‌گیری ترک‌های ملی‌گرا، عامداً انکار می‌کند. پیروزی در این مأموریت باعث ترقی رتبه آقابکف در «گ.پ.ئو» گردید و مدتی بعد او را در۱۹۲۴ به افغانستان فرستادند. قبل از عزیمت به محل جدید مأموریت، به او در مسکو تعلیمات خاصی دادند که شامل «روش دستبرد زدن به پاکت‌های سری لاک و مهر شده و طرز دوباره‌سازی لاک و مهر پاکت‌ها می‌شد». او در افغانستان هم‌زمان چند وظیفه مختلف داشت: اول اینکه او می‌بایست بقایای افراد جنبش باسمه‌چی را که پس از مرگ انورپاشا از بخارا به افغانستان گریخته بودند زیر نظر بگیرد و توطئه‌های احتمالی آنان را بر ضد شوروی خنثی کند. دوم، تحت‌نظر گرفتن روابط خارجی افغانستان با دول خارجی به‌طور عام و با انگلستان به‌طور خاص. چراکه شوروی از حضور بریتانیا در نزدیکی مرزهایش به‌شدت بیمناک بود. و سوم زیر نظر داشتن اتباع آلمانی ساکن افغانستان. در این مورد هم شوروی نسبت به حضور آلمان‌ها در آن کشور احساس خوبی نداشت و آنها را مزاحم برای منافع خود تلقی می‌کرد. در نهایت آقابکف بعد از دو سال خدمت در افغانستان و با کارنامه‌ای درخشان در ۱۹۲۶ به مسکو احضار شد.

## اولین مأموریت آقابکف در ایران
آقابکف در ماه اوت ۱۹۲۶ (۱۳۰۴)، تحت عنوان «بازرس کل هیئت تجاری شوروی در ایران» به‌طور رسمی مأمور خدمت در ایران گردید. او زیرنظر «کازاس» رئیس کل گ.پ.ئو در ایران کار می‌کرد و در اولین مأموریت خود برای سروسامان دادن به اوضاع تشکیلات امنیتی کشور متبوع خود به مشهد مسافرت کرد. روس‌ها از سال‌ها پیش شبکه‌ای گسترده از جاسوسان، خبرچینان و مزدوران را در ایران با هدف جمع‌آوری اطلاعات محرمانه از ادارات دولتی و سفارتخانه‌های خارجی مقیم ایران تشکیل داده بودند. عمده‌ترین هدف روس‌ها از جاسوسی در آسیای میانه، خاورمیانه، شمال آفریقا و هندوستان زیرنظر گرفتن کلیه تحرکات سیاسی، نظامی و اقتصادی بریتانیا در آن مناطق بود. روسیه این‌گونه تصور می‌کرد که طی چند سال آینده، جنگی بزرگ بین آنها که تنها حکومت کارگری جهان بودند و بریتانیا رهبر جهان سرمایه‌داری در خواهد گرفت.
یکی از راه‌هایی که روس‌ها برای جاسوسی از بریتانیا به‌کار می‌بردند، استخدام افراد ایرانی شاغل در ادارات و وزارتخانه‌های مهم و حیاتی همچون وزارت پست و تلگراف و وزرات جنگ بود. وزارت پست و تلگراف از این جهت مهم بود که گویا در آن سال‌ها مراسلات سفارتخانه بریتانیا در ایران با پست عادی جابه‌جا می‌شد و نه با پست سیاسی و دیپلماتیک. روس‌ها با پی‌بردن به این موضوع، به سراغ برخی از کارمندان پستخانه دولتی ایران رفتند و توانستند عده‌ای از آنها را فریفته و در ازای پول آنها را وادار به همکاری با خود نمایند. «حسین» کارمند پستخانه مشهد یکی از این افراد بود. او با یک روز به تأخیرانداختن تحویل نامه‌ها به کنسولگری بریتانیا در مشهد، آنها را به مأمورین گ.پ.ئو تحویل می‌داد و آنها با بازکردن مهروموم نامه‌ها، از آنها عکسبرداری کرده و دوباره مثل روز اول نامه‌ها را مهروموم می‌کردند و تحویل مأمور اداره پست می‌دادند و او نیز فردای همان روز نامه‌ها را به کنسولگری بریتانیا تحویل می‌داد.
از دیگر راه‌های جاسوسی در ایران، بهره‌برداری روس‌ها از مؤسسات تجارتی و بازرگانی بود که در ایران تأسیس کرده بودند. روس‌ها چندین شرکت بزرگ و کوچک در ایران داشتند که شامل شرکت بازرگانی ایران و شوروی، شرکت بازرگانی تولید و صادرات ابریشم ایران، شرکت تجارتی پنبه ایران و شوروی، بانک ایران و شوروی، شرکت حمل‌ونقل ایران و شوروی، شرکت حمل‌ونقل اواطوریان، شرکت قند ایران و شوروی، شرکت نفت ایران و آذربایجان معروف به پرس آذنفت و شرکت نساجی ایران و شوروی و غیره می‌شد. برخی از کارمندان محلی این شرکت‌ها برای روس‌ها جاسوسی و خبرچینی می‌کردند که البته فعالیت آنها برای مأمورین پلیس ایران آشکار بود و همواره مقامات امنیتی کشور از فعالیت بنگاه‌های تجاری روسیه در ایران ابراز نگرانی می‌کردند. در مشهد و بلوچستان هم تعدادی از این شرکت‌ها فعالیت می‌کردند که برخی از آنها بر اساس مندرجات خاطرات آقابکف عبارت بودند از نماینده مجمع تجارت پشم شوروی در بیرجند به مدیریت «هوفمن»، شرکت سرویس اتومبیل‌رانی زاهدان ـ مشهد به مدیریت «بلچین» ونمایندگی شرکت نفت شوروی در قوچان به مدیریت «میشل گاینف». تشکیلات جاسوسی شوروی در خراسان و بلوچستان بسیار وسیع و منظم بود. آقابکف در این باره می‌نویسد: «در ایالت خراسان ما در حدود۵۰ مامور مخفی داشتیم و چنان بر اوضاع مسلط بودیم که از یک نامه و یا یادداشت معمولی دولت ایران گرفته تا مهم‌ترین اسناد سیاسی کنسولگری انگلیس در بدو ورود و یا در هنگام خروج از این ایالت محال بود از نظر ما مخفی بماند.»

## آقابکف و مذاکرات تجاری ایران و شوروی
یکی از رویدادهای مهمی که در مدت اقامت آقابکف در مشهد به وقوع پیوست، مسئله مذاکرات تجاری ایران و شوروی بود. این مذاکرات که از خرداد ۱۳۰۵ آغاز شده بود به یکی از بزرگ‌ترین چالش‌های سیاست خارجی ایران در اوایل حکومت رضاشاه بدل شده بود و می‌رفت که روابط دو کشور را به مرحله خطرناکی برساند. شایان ذکر است که از اواخر ۱۹۲۶/ ۱۳۰۴، دولت شوروی اعلام کرد که برای رفع برخی از مشکلات اقتصادی خود و در راستای اجرای سیاست‌های صنعتی کردن کشور در قالب برنامه موسوم به «نپ» و حفظ ارزش پول ملی خود، تصمیم گرفته‌است که از ورود اغلب کالاهای تجاری از چین، افغانستان، ترکیه و ایران به شوروی جلوگیری کند. در این میان صادرات محصولات کشاورزی ایران به استثناء پنبه به شوروی قدغن شد و مأموران گمرکی شوروی تمام مبادی ورودی مرزهای خود را به روی ایران بستند. این اقدام شوروی اثرات مخربی بر اوضاع اقتصادی و معیشتی تجار و بازرگانان ایالت‌های شمالی ایران بر جای نهاد، چرا که اقتصاد این ایالت‌ها از دیرباز به تجارت با روسیه گره خورده بود و این قطع رابطه ناگهانی، ضربه شدیدی به آنها زد و باعث تشویش و نگرانی بازرگانان و حتی دولت ایران گردید. پس از تاجگذاری رضاشاه در اردیبهشت۱۳۰۵، تیمورتاش وزیر دربار مأموریت یافت که با سفر به شوروی، مسائل پیش‌آمده در روابط تجاری دو کشور را به بحث گذاشته و هرچه سریع‌تر راه حلی برای برون رفت از این مشکل پیدا کند. اما پس از چندماه مذاکرات فشرده، تیمورتاش نتوانست موفقیتی در این زمینه کسب کند و در نتیجه رضاشاه وی را به تهران احضار کرد و مذاکرات تعطیل گردید. در همین مدت مأموران نظامی شوروی عده‌ای از تجار ایرانی را در تفلیس و باکو به جرم در اختیار داشتن کالاهای قاچاق، دستگیر و زندانی کردند. دولت ایران هم ضمن مکاتبه با سفارت شوروی و اعتراض به این برخوردها، خواهان توضیح مقامات مسکو شد. پاسخ سفارت شوروی روشن بود. آنها اعلام کردند که چون از طرف دولت روسیه حمل مال‌التجاره برای روسیه به کلی قدغن شده، بنابراین افرادی که می‌خواهند بدون اجازه به شوروی کالا صادر کنند، دستگیر و اجناس‌شان ضبط می‌شود و هیچ تضمینی در جبران خسارت وارده و پرداخت قیمت اجناس در کار نخواهد بود.
این کشمکش‌ها با چاپ مقالاتی انتقادی در روزنامه شفق سرخ به مدیریت علی دشتی و پاسخ‌های متقابل رادیو مسکو به آن مقالات وارد فاز جدیدی شد. شفق سرخ در یکی از شماره‌های خود نوشت: «آیا راه و رسم دوستی مقتضی این است که سرحدات خود را روی مال‌التجاره ایران بسته و صدهزار خانواده تجار و ملاک و برزگر خراسان، قزوین، آذربایجان، گیلان، مازندران و استرآباد را دچار بدبختی نمایند؟»
رادیو مسکو و مطبوعات قفقاز در پاسخ به شفق سرخ حملات تندی علیه ارکان رژیم کردند و نسبت به مجلس شورای ملی و دولت و شخص رضاشاه بنای بدگویی و توهین گذاشتند. متقابلاً شفق سرخ در شماره چهارم دی ۱۳۰۵ نوشت:«ما انتظار داشتیم مذاکرات دولت به جایی برسد. منتظر بودیم ببینیم این دولتی که با ما اظهار صمیمیت می‌کند و در تحت لفافه‌های دیپلماسی می‌خواهد خود را حامی شرق و دوست ملت ایران نشان دهد بالاخره چگونه مواعید خود را به انتها خواهد رسانید... بالاخره مجبور شدیم اعتراف کنیم که کلمات فریبنده کارگر، رنجبر، بیچاره و بینوا که دائما ورد زبان دیپلماسی روسیه است همه دورغ و برای فریب یک مشت مردم ایران و بدبختی است که اغفال این کلمات شده‌اند. روسیه می‌خواهد اجناس خود را در ایران به فروش برساند، امتعه خود را به هر قیمتی می‌خواهد به ملت ایران تحمیل کند ولی در مقابل چیزی از ایران نخرد و اگر مختصر مال‌التجاره هم در شمال ایران موجود است به هر طرزی خودش میل دارد از دست ملت ایران به مفت بگیرد....»
از طرفی بازرگانان ایرانی که از مذاکرات تیمورتاش ناامید شده بودند در بهمن‌ماه ۱۳۰۵، جمعیتی را در گیلان تأسیس کردند که به «جمعیت نهضت اقتصاد» مشهور گشت. این تشکیلات به سرعت در مازندران، خراسان، تبریز، قزوین و تهران دارای شعباتی گردید. خواسته‌های اساسی این جمعیت از دولت ایران عبارت بودند: «۱- تعدیل و توازن صادرات و واردات مملکتی. ۲- منع ورود اشیاء تجملی از روسیه به ایران. ۳- آزاد کردن تجار ایرانی زندانی در شوروی. ۴- جمع‌آوری کلیه موسسات تجاری و بازرگانی شوروی در خاک ایران. ۵- انعقاد یک قرارداد تجاری منصفانه بین دو کشور برپایه مبادله کالا به کالا.» همچنین تجار تهدید کردند که اگر دولت هرچه زودتر موفق به خاتمه‌دادن به این وضع نشود و گشایشی در امور تجار و بازرگانان رخ ندهد، اقدامات تنبیهی متقابلی را علیه منافع شوروی در خاک ایران انجام می‌دهند مانند تصرف گمرکات و تحریم خرید و فروش کالاهای روسی و اخراج تجار روسی از کشور. در این بین آقابکف و سازمان گ.پ.ئو دست به یک سلسله اقداماتی زدند که به زعم آنها اگر به نتیجه می‌رسید، می‌توانست در مذاکرات تجاری، طرف روسی را در موقعیت بهتری قرار دهد و توان کسب امتیاز از ایران را پیدا می‌کرد. روس‌ها دریافته بودند که حکومت ایران تحت‌فشار افکار عمومی و تنگنای ناشی از وضع وخیم اقتصادی ایالات شمالی کشور قرار دارد و همین امر قدرت تصمیم‌گیری و چانه‌زنی را از ایران سلب کرده‌است و اگر آنها می‌توانستند بر میزان این فشار بیافزایند، ممکن بود که حکومت ایران از سر استیصال و اضطرار تن به قراردادی بدهد که در آن منافع حداکثری طرف روس لحاظ شده باشد. بر اساس همین تحلیل آقابکف دست به کار شد و فعالیت‌هایی همزمان در تهران و مشهد صورت گرفت. نخستین اقدام آقابکف در مشهد کوشش در جهت جلب همکاری روحانیون این شهر با خواسته‌های طرف روس بود، اما از آنجا که روحانیون به‌دلیل مسائل ایدئولوژیک هیچ علاقه‌ای به همکاری و همیاری با کمونیست‌ها از خود نشان نمی‌دادند، درنتیجه روس‌ها از راهی وارد شدند تا کوچک‌ترین سوءظنی در روحانیون برانگیخته نشود. گ.پ.ئو مشهد دریافته بود که یکی از تجار به نام شهر پسرخواندۀ یکی از مشهورترین روحانیون مشهد به اسم «آیت‌الله کفایی» معروف به «آقازاده» است. آقابکف با جلب‌نظر این پسرخوانده موفق شد به آیت‌الله کفایی نزدیک شده و همکاری او را به دست آورد. خواسته روس‌ها از این روحانی آن بود که در محافل و مجالس و بر بالای منابر به دولت ایران در جهت تسریع در بستن یک قرارداد تجاری با روس‌ها فشار وارد کند و افکار عمومی مردم را در جهت این امر کانالیزه کند. این مسئله به خوبی پیش رفت و روس‌ها به خواسته خود رسیدند. همزمان روس‌ها در تهران توسط مأمور خود به نام «محمدعلی میرزا خاقانی» که متصدی رمز دفتر نخست وزیر(حسن مستوفی) بود، کلیه تلگراف‌های رمز مبادله‌شده بین تیمورتاش و وزیر امورخارجه علیقلی‌خان انصاری (مشاورالممالک) را به دست آورده و از محتوای آنها آگاه می‌شدند و به‌همین سبب همیشه در مذاکرات یک گام جلوتر بودند. این اقدامات و فشار تجار بر دولت در نهایت اثر خود را بخشید و حسن مستوفی نخست وزیر اعلام کرد که به جای تیمورتاش شخص وزیر امورخارجه را برای ادامه مذاکرات به مسکو اعزام خواهد کرد. آخرالامر در ۸ مهرماه ۱۳۰۶ قرارداد موقت دوساله با طرف روسی امضاء شد که بیشتر بندهای آن متضمن تأمین منافع تجاری روس‌ها بود. آقابکف توانست از این مأموریت با پیروزی بیرون بیاید و برای استراحت به مسکو سفر کرد.

## دومین مأموریت آقابکف در ایران
آقابکف در مرخصی به سر می‌برد که به وی اطلاع دادند ترفیع رتبه گرفته و این‌بار به سمت رئیس کل گ.پ.ئو در ایران منصوب شده‌است و باید هرچه زودتر خود را برای سفر به آن کشور آماده کند. آقابکف پس از عهده‌دار شدن منصب جدید در تهران، شروع به مطالعه در خصوص شبکه گ.پ.ئو در ایران کرد. او متوجه شد که از سال‌های بسیار دور سازمان امنیت کشور متبوعش جاسوسان و خبرچینانی در ایران دارد. حتی سابقه برخی از این جاسوسان به دوره تزاری می‌رسید. ضمن بررسی سوابق افرادی که برای گ.پ.ئو در ایران کار می‌کردند به افرادی برخورد که بیشتر آنها در سازمان‌ها و ادارات و وزارتخانه‌های ایران مشغول به کار بودند و گروهی هم مستقل بودند. از نظمیه و وزارت جنگ گرفته تا وزارت فوائد عامه و وزارت پست و روزنامه‌نگار و کارمند خبرگزاری تاس و پزشک و غیره. او در این‌باره می‌نویسد: «اهمال و لاقیدی وزارتخانه‌های ایران به حدی بود که ما می‌توانستیم پرونده‌های آنها را این چنین و بدون آنکه کسی متوجه فقدان آنها شود برای چندروز نزد خود نگه داریم. ما عین این کار را با اسناد مربوط به شرکت نفت انگلیس و ایران و شرکت‌هایی که عهده‌دار ساختن راه‌آهن ایران بودند، نیز انجام می‌دادیم.»
اما این شبکه گسترده از جاسوسان و خبرچینان متمرکز نبودند به‌گونه‌ای که امور مربوط به ایالت خراسان و بلوچستان زیر نظر مستقیم مسکو اداره می‌شد و امور مربوط به گیلان زیر نظر باکو و امور مربوط به آذربایجان زیر نظر تفلیس اداره می‌شد. این به‌هم‌ریختگی در مراکز تصمیم‌گیری، زمینه بروز پاره‌ای مشکلات در کیفیت فعالیت گ.پ.ئو در ایران را فراهم کرده بود. مسکو که از این مشکلات مطلع بود، چند روز پس از ورود آقابکف به تهران، برای او دستورالعملی سه ماده‌ای به این مضمون فرستاد: «۱- بایستی به فعالیت‌های گ.پ.ئو در ایران مرکزیت داده و رهبری عملیات کلیه مامورین در تمام ایالات ایران را در اختیار بگیرد.۲- شبکه‌ای از جاسوسان در جنوب ایران تشکیل دهید که مخصوصا مراقبت کامل و کافی از نواحی جنوب شرقی به سمت هند و نواحی جنوب غربی به سمت عراق بنمایند.۳- توجه مخصوص به فعالیت‌های عشایر خوزستان در منطقه امتیاز شرکت نفت انگلیس و ایران نموده و دائما از نزدیک مراقب مراکز نفتی باشید.»
آقابکف در مقام ریاست کل گ.پ.ئو پس از دریافت این دستورالعمل، دست به کار شد و ضمن منسجم‌کردن و سروسامان بخشیدن به شبکه خود در ایران، آن را گسترش داد و برای جاسوسی و خرابکاری در کشور شیوه‌های جدیدی را نیز به کار گرفت. یکی از این اقدامات رصدکردن فعالیت اقتصادی بریتانیا در عراق توسط مأموران ایرانی بود. به‌همین سبب او به وزارت امور خارجه ایران نفوذ کرد و توانست دو تن از کنسول‌های ایران را که پیشتر در شهرهای ایروان و نخجوان کار کرده بودند به شبکه خود جلب کند. یکی از این دو کنسول بعدها به خانقین در عراق منتقل شد و توانست در سمت جدید برای روس‌ها بسیار مثمر ثمر باشند
همچنین آقابکف برای ورود خرابکاران به ایران شیوه‌ای زیرکانه‌ای را به کار گرفت. سازمان گ.پ.ئو برای افرادی که قصد انتقال آنها را به ایران داشت پاسپورت و هویت جعلی تهیه می‌کرد و اسامی آنها را به‌منزلۀ کسانی که در شوروی تحت تعقیب پلیس و نیرهای امنیتی‌اند در روزنامه‌ها منتشر می‌کرد. این افراد پس از گذر از مرز ایران خود را به اولین پاسگاه رسانده و با نشان‌دادن روزنامه مذکور و بیان اینکه به خاطر مبارزه با سیستم حاکم در شوروی به مرگ محکوم شده‌اند، از مسئولان ایران تقاضای پناهندگی می‌کردند. گروهی دیگر از خرابکاران نیز به همراه سیل بزرگی از روس‌های مهاجر، که بیشترشان از قحطی وگرسنگی فرار می‌کردند، وارد کشور می‌شدند. مأموران ایرانی که مطلع بودند در میان این مهاجران کسانی هستند که برای اهداف جاسوسی و ضربه‌زدن به منافع ایران وارد کشور می‌شوند، ترتیباتی اتخاذ کردند تا حد امکان بتوانند جلوی کار آنها را بگیرند. یکی از این اقدامات اسکان ندادن مهاجران در ایالت‌های هم مرز با شوروی و دیگری استخدام نکردن آنها در مشاغل مختلف بود. آقابکف بر اساس دستورالعمل صادره از مسکو موظف بود شبکه گسترده‌ای ازحامیان و دوستان مورد اعتماد شوروی در میان عشایر جنوب ایران ایجاد کند تا آنها در موقع مقتضی و در صورت بروز جنگ بین بریتانیا و شوروی، به تأسیسات نفت در خوزستان حمله کرده و به آن خسارت وارد کنند. این برنامه رونوشتی از طرح آلمانی‌ها در خلال جنگ اول جهانی بود. به‌همین منظور آاقابکف سفری به جنوب ایران کرد و از شهرهای قم، اصفهان، شیراز و بوشهر دیدن کرد و دستورات لازم برای تأسیس شعبه گ.پ.ئو در این مناطق صادر نمود.

## فرار بوریس باژانف به ایران
در اوایل ماه ژانویه سال ۱۹۲۸ میلادی، به آقابکف اطلاع دادند که منشی مخصوص استالین در پولیت بورو به همراه یک کمونیست دیگر از مرز ترکمنستان به ایران فرار کرده است و آقابک می‌بایست بر اساس دستور شخص استالین هر چه زودتر مرده یا زنده آنها را به مسکو تحویل دهد. «بوریس باژانف» منشی استالین و همراهش «ماکسیموف» که به بهانه شکار از عشق‌آباد خارج شده بودند، با گذر از بیراهه وارد ایران شده و خود را به مقامات پلیس ایران در مشهد تسلیم کرده بودند. در این میان آقابکف و تیم ترور وی دست به کار شده و در چند بزنگاه اقدام به مسموم کردن و یا شلیک به فراریان کرده که هیچ‌کدام موفقیت‌آمیز نبودند. پلیس مشهد هم برای حفاظت از این دوتن، آنها را به زندان نظمیه منتقل کرد و چندین مأمور پلیس را شبانه‌روز به مراقبت از آنها گمارد. در نهایت بوریس باژانف و ماکسیموف پس از سه ماه اقامت در زندان مشهد با هماهنگی کنسول بریتانیا در زاهدان (اسکراین)، به هندوستان رفته و از آن‌جا نیز به اروپا پناهنده شدند.

## مبارزه با دشمنان شوروی در خاک ایران
از عمده وظایف آقابکف در ایران، مبارزه با دشمنان داخلی شوروی بود. این دشمنان شامل ارامنه داشناک، قفقازی‌های مساواتی و روس‌های سفید یا همان طرفداران حکومت تزاری بودند. عمده نگرانی و فعالیت گ.پ.ئو متوجه ارامنه داشناک می‌شد چراکه آنها بسیار مصمم، سازمان‌یافته و پرکار بودند. داشناک‌ها که خواهان استقلال از شوروی بودند از دو مرکز عمده فرماندهی می‌شدند. یکی دفتر مرکزی حزب در پاریس و دیگری دفتر محلی حزب داشناک در تبریز. آقابکف برای زیرنظر گرفتن داشناک‌های تبریز و خنثی‌کردن عملیات خصمانه آنها در ارمنستان شوروی، «کارو میناسیان» رییس گ.پ.ئو تبریز را مأمور کرد تا با استخدام چند نفر از کارمندان پستخانه تبریز مراسلات آنها را کنترل کند. آنها ضمن بازرسی نامه‌های ارامنه داشناک دریافتند که «مرادیان» رهبر داشناک‌ها که در کردستان ترکیه اقامت دارد با شورشیان کرد ترکیه به رهبری «احسان نوری پاشا» باب دوستی و اتحاد را گشوده و پول، اسلحه و جنگجو در اختیار کردهای شورشی قرار می‌دهد. این روابط ازآن‌جا برای روس‌ها مهم بود که درآن مقطع روس‌ها در فکر ایجاد کشوری کرد در منطقه بودند و در همین راستا گ.پ.ئو تبریز مأموریت داشت در مهاباد یک مرکز عملیاتی تأسیس کند تا بتواند این ایده را با کردهای ایران، عراق و ترکیه جلو ببرد. اما پس از مدتی و با مخالفت مقامات مسکو با ایدۀ کردستان مستقل و نگرانی از واکنش ترکیه و ایران و عراق که تحت‌الحمایه بریتانیا بود، از این نقشه صرف‌نظر کردند و طرحی دیگر را جایگزین کردند. این طرح روی دوستی و حمایت کردها از شوروی در زمان وقوع جنگ بین بریتانیا و شوروی حساب می‌کرد و نقش کردها ایجاد اختلال در خطوط مواصلاتی بریتانیا در عراق و خرابکاری در تأسیسات نفت خانقین می‌شد.
همچنین روس‌ها برای مبارزه با داشناک‌ها سعی کردند در ساختار خلیفه‌گری ارامنه که ارزش معنوی و سیاسی بسیاری برای ارامنه بود رخنه کرده و رهبران دینی همسو با سیاست‌های مسکو را در آن نهاد داشته باشند. آقابکف هنگامی که در ایران روی پرونده ارامنه کار می‌کرد متوجه شد که خلیفه ارامنه تبریز به نام «نرسس»، ضمن آنکه خودش عضو حزب داشناک است، نفوذ زیادی هم در بین ارامنه دارد و از ابراز دشمنی با مسکو در مجامع خصوصی و عمومی دریغ نمی‌کند آقابکف تصمیم گرفت نرسس را از صحنه خارج کند. برای این کار گ.پ.ئو متوسل به جاسوس شماره ۵۸ خود در پاریس کشیش «کیچیان» شد که در سال‌های گذشته در ایران زندگی و کار کرده بود. آقابکف جزییات برنامه خود را با وی در میان گذارد و کیچیان به سرعت عازم ارمنستان گردید و پس از چندی کاتولیکوس در اثر فشار و تهدیدهای کیچیان و گ.پ.ئو مجبور شد نرسس را از کار برکنار کرده و جای وی را به کیچیان بدهد. کیچیان هم به محض ورود به تبریز نرسس را از کار اخراج کرده و او را به ارمنستان فرستاد. بدین ترتیب مسکو توانست از شر یکی از دشمنان سرسخت و محبوبش در تبریز نجات یابد. در همین حال گ.پ.ئو با دیگر دشمن خود، قفقازی‌های عضو حزب مساوات نیز مبارزه می‌کرد. مساواتی‌ها که همانند داشناک‌ها خواهان استقلال از شوروی بودند، در دو مرکز استانبول و تبریز سازمان‌دهی شده بودند. آقابکف ضمن رصد مراسلات و مکاتبات آنها متوجه شد که حکومت لهستان با پرداخت ماهانه هزار دلار از فعالیت آنها برضد شوروی حمایت می‌کند. دیگر گروهی که در لیست دشمنان شوروی قرار داشت، روس‌های سفید و یا همان طرفداران حکومت ساقط‌ شده تزاری بودند. فعالیت روس‌های سفید در اروپا و در ایران متمرکز شده بود. بندرانزلی پایگاه محلی آنها محسوب می‌شد و به‌همین دلیل آقابکف با تقویت گ.پ.ئو انزلی و گماردن شخصی بنام «افیموف» به ریاست آن سعی در خنثی کردن عملیات آنها علیه شوروی داشت. روس‌های سفید قصد داشتند در عملیاتی بزرگ چاه‌های نفت باکو را منفجر کنند که آقابکف با کشف نقشه آنها پیش‌دستی کرده و جلوی این حمله را گرفت. آقابکف در ششم مه ۱۹۲۸/۱۳۰۷، با پایان یافتن مدت مأموریتش تهران را به مقصد مسکو ترک کرد. او وضع سازمان متبوعش را در ایران این‌گونه توصیف کرد: «در حال حاضر تشکیلات سرویس مخفی گ.پ.ئو درایران به حدی تکامل یافته که می‌تواند در صورت قطع روابط سیاسی و یا وقوع جنگ بین دو کشور مانند یک سازمان رسمی به ما خدمت کند. هم‌اکنون ایران برای ما مرکز جاسوسی هندوستان و عراق نیز می‌باشد و همان‌گونه که برلین مرکز گ.پ.ئو در اروپاست، تهران نیز مرکز گ.پ.ئو در غرب آسیا شمرده می‌شود و تهران برای ما حکم برلین ثانی است».

## آقابکف در ترکیه
پس از مدتی اقامت در مسکو، آقابکف برای انجام مأموریتی جدید به ترکیه فرستاده شد. او در ۲۳ اکتبر ۱۹۲۹/ مهر ۱۳۰۸، تحت نام «نرسس اوسپیان تبریزی» تاجر ایرانی ـ ارمنی، به استانبول وارد شد. شغل پوششی او در این مأموریت، مدیریت آژانس فروش دوچرخه و ماشین تحریر بود. رئوس کلی وظایف او در این مأموریت تحت نظر داشتن کلیه تحرکات بریتانیا در ترکیه، سوریه، فلسطین و مصر بود. او ضمن انجام کارهای روزمره، تصمیم به فراگیری زبان انگلیسی می‌گیرد و برای این منظور آگهی استخدام یک معلم را در روزنامه‌های استانبول منتشر می‌کند. چند روز بعد خانمی بریتانیایی با وی تماس گرفته و برای همکاری با وی ابراز تمایل می‌کند. «ایزابل استریتر» دوشیزه‌ای بیست ساله ساکن استانبول بود که در شرکت کشتیرانی «بلر و کمپل» کار می‌کرد.
«سی‌بل» خواهر ایزابل، کارمند کنسولگری بریتانیا در استانبول بود و خود ایزابل پاره‌وقت به عنوان ماشین‌نویس در کنسولگری کار می‌کرد. این موقعیت خوبی برای آقابکف بود تا از طریق معلم خود راهی به کنسولگری بریتانیا باز کرده و به منابع دست اول دسترسی پیدا کند. اما پس از مدتی رفت وآمد و معاشرت، کم کم روابط معلم و شاگردی تبدیل به عشقی آتشین میان آن دو گردید. به‌گونه‌ای که این امر اختلال بزرگی در کار و وظایف آقابکف ایجاد کرد و از طرف دیگر خانوداه ایزابل از معاشرت و دوستی غیرعادی دختر خود با یک غریبه سخت آزرده‌خاطر شده بودند و سعی کردند آن دو را از یکدیگر جدا کنند. این نکته که چه عامل یا عواملی آقابکف را به فکر پناهندگی به اروپا انداخت به‌وضوح روشن نیست. با این‌حال او در صفحات پایانی خاطراتش از سست شدن ایمانش به سیستم و اینکه وقتی می‌دید رؤسای او در مسکو به جای پرداختن به وضعیت مردم قحطی‌زده کشور که در حال مرگ‌اند، فقط در اندیشه رسیدن به مقام و جایگاه بالاتر در حزب به‌سر می‌برند، او را وادار کرد که به فکر جدا شدن از سیستم بیفتد و با افشاگری پشت پرده روابط حاکم بر شوروی آنها را نزد جهانیان رسوا سازد. اما در این بین برخی از مورخان منجمله بروک شفرد عامل این دگرگونی ذهنی آقابکف را عشق دیوانه‌وارش به الیزابت می‌دانند. هرچه که بود او عزم خود را جزم کرده بود و در این میان فقط به یک محرک قوی احتیاج داشت.
در همین ایام فعالیت‌های آقابکف در ترکیه حساسیت زیادی برانگیخته بود و به‌همین دلیل پلیس ترکیه وی را تحت‌نظر گرفته و برای آقابکف مسجل شده بود که به‌زودی دستگیر خواهد شد. در نتیجه آن دو برنامه مسافرت خود را به جلو انداخته و قبل از آن با‌ توجه به این نکته که آقابکف خود را تبعه ایران معرفی کرده بود، با مراجعه به کنسولگری ایران در استانبول، رسماً در تاریخ ۲۴ می۱۹۳۰/ سوم خردادماه ۱۳۰۹، در کنسولگری ایران ازدواج کردند. پس از چند روز ایزابل با قطار اورینت اکسپرس راهی پاریس شد و به فاصله چهار روز بعد آقابکف با کشتی وارد بند مارسی گردید و به سوی سن ژرمن رهسپار شد.

## آقابکف در اروپا
خانواده ایزابل که توقع ورود آقابکف به سن ژرمن را نداشتند، حکم اخراج آقابکف را از فرانسه گرفتند و او مجبور شد با یک ویزای اقامت سه ماهه وارد بروکسل شود و ایزابل هم تحت فشار خانواده به استانبول مراجعت کرد. آقابکف تنها چاره را علنی کردن هویت خود در رسانه‌های کشورهای اروپایی دید و در سپتامبر۱۹۳۰/ شهریور ۱۳۰۹، در مصاحبه‌ای با روزنامه شیکاگو تریبیون چاپ پاریس، ضمن افشا کردن هویت خود خاطرنشان کرد که علی‌رغم در خطر بودن جانش انگلستان و فرانسه به او پناهندگی نمی‌دهند.
به فاصله چند روز از این مصاحبه روزنامه «آخرین اخبار» ، ارگان مطبوعاتی روس‌های سفید، در چند شماره بخش‌هایی از خاطرات وی را منتشر کرد. این ترفند آقابکف کارساز شد و در نهایت سرویس اطلاعاتی بریتانیا و بلژیک با وی تماس گرفته و قرار ملاقات و مصاحبه را با وی گذاشتند. او در ملاقات با نمایندگان دستگاه اطلاعاتی بریتانیا و بلژیک در قبال همکاری اطلاعاتی با آنها دو خواسته مشخص و اصلی خود را مطرح کرد. یکی اعطای پناهندگی به وی و دوم بازگرداندن همسرش ایزابل از تبعیدگاه خانواده‌اش در استانبول. پس از مدتی بالاخره مقامات بریتانیایی به آقابکف اطلاع دادند که موفق به متقاعد کردن پدر ایزابل برای آمدن او به نزد آقابکف شدند و چندی بعد ایزابل وارد بلژیک شد و آن دو رسماً در ژانویه۱۹۳۱ تحت نام‌های «آقا و بانو آروتینوف» زندگی مشترک خود را در «بویس» بروکسل آغاز کردند. آقابکف برای گذران زندگی مشغول چاپ خاطرات و مصاحبه با مطبوعات اروپایی شد. بخشی از خاطرات او در فاصله ۲۶ تا ۳۰ اکتبر۱۹۳۰ در روزنامه «لوماتن» چاپ پاریس منتشر گردید. همچنین دو روزنامه ارمنی متعلق به حزب داشناکسیون به نام‌های «طلیعه امید» چاپ قاهره و «کارگر» چاپ آمریکا به‌صورت گزینشی مطالبی از وی منتشر کردند. او همچنین کتاب خاطرات خود را به سه زبان روسی، فرانسوی و انگلیسی با کمک مترجمان و ناشرانی از آلمان، فرانسه و آمریکا منتشر کرد. از طرفی او با همکاری عده‌ای فراری مانند خود، در کار قاچاق انسان از شوروی به غرب مداخله کرد و مدتی هم با سرویس‌های اطلاعاتی بریتانیا و بلژیک همکاری کرد. افشاگری‌های آقابکف در مطبوعات به‌سرعت در اقصی نقاط دنیا منعکس گردید.ایران جزو اولین کشورهایی بود که به انتشار خاطرات آقابکف واکنش نشان داد.

## تبعات افشاگری‌های آقابکف در ایران
انتشار خاطرات آقابکف، در ایران نیز بازتاب یافت و در محافل دولتی سر و صدای زیادی به پا کرد. اولین گزارشی که به وزارت خارجه ایران ارسال گردید، نامه مورخ ۲۸ مهرماه ۱۳۰۹ حسین علاء سفیر ایران در فرانسه بود. او در نامه مذکور ضمن مطلع کردن وزارت خارجه از مطالب روزنامه‌ها و با یادآوری این موضوع که در این یادداشت‌ها اسمی هم از تیمورتاش برده شده، خواستار رسیدگی و پیگیری این مسئله در تهران شد. بلافاصله و با رسیدن گزارش‌ها به تهران، نظمیه و وزارت داخله دست به کار شده و در صدد شناسایی و دستگیری مجرمان برآمدند. اما از آنجایی‌که آقابکف در خاطراتش به جز یکی دو مورد، اشاره روشنی به نام جاسوسان و خبرچینان خود نکرده بود، ظن اولیه نظمیه به کمونیست‌های شناخته شده برای حکومت جلب شد و تصور کرد که چون این افراد کمونیست هستند پس قاعدتا می‌توانند با این موضوع در ارتباط باشند. به همین دلیل تصمیم گرفت با دستگیری و استنطاق از آن‌ها اعضای شبکه جاسوسی را شناسایی کند. یکی از این افراد سیدجعفر پیشه وری بود که در دیماه ۱۳۰۹ دستگیر گردید. هم‌چنین برای آن عده معدود که آقابکف به هویت آن‌ها اشاره کرده بود ( مانند مسئول رمز دفتر نخست وزیر )، دام گذاشت تا بتواند آن‌ها را در حین ارتکاب جرم دستگیر نماید. مخبرالسلطنه هدایت در این رابطه می‌نویسد:
« در کابینه من محمدعلی میرزا خاقانی رماز بود. در رشوه‌ای شرکت داشت و از روئیتش بدم می‌آمد، او را از خدمت معاف کردم، آقای سیدابوالقاسم کاشانی مکرر توسط کرد، عذر آوردم. حامدی پسر اعتماد دربار را که از اعضای کابینه بود در حوزه جاسوسی شوروی دعوت کردند و ماهی دویست تومان به او می‌دادند. به آیرم رییس نظمیه اطلاع داد، قرار شد چندی برود و اجرت را بگیرد و به او اطلاع دهد. منجمله گفته بودند از پستخانه، تلگرافخانه و وزارت خارجه مستحضریم. از گنجه اسناد هیئت
بی‌خبریم و آن گنجه به اختیار هدایت قلی هدایت ( اعتضاد الملک ) پسر عمو بود، در نتیجه ۲۳ نفر گرفتار شدند و پس از استنطاق پنج نفر تیرباران منجمله خاقانی.»
به موازات تحقیقات پلیس اتفاقی روی داد که شاید بتوان آن را خوش شانسی نظمیه تعبیر کرد. در گیرودار دستگیری‌ها و بازجویی‌ها از افراد ناگهان خبری آمد که دوتن از اعضای اصلی شبکه جاسوسی آقابکف به نام‌های باقر امامی و باقر ایرانبان توسط نظمیه دستگیر شدند و تحت بازجویی اسامی عده زیادی را افشاء کرده‌اند. باقر امامی که از فرزندان سیدزین العابدین ظهیرالاسلام، امام جمعه تهران در دوره ناصرالدین شاه بود، از سال ۱۳۰۰ در نظمیه استخدام شده و گویا از همان تاریخ برای گ.پ.ئو جاسوسی و خبرچینی می‌کرد. نحوه دستگیری او از زبان یکی از یاران نزدیکش بدین صورت است: « باقر امامی علاوه بر آقابکف با شخصی بنام ایرانبان نیز همکاری می‌کرد. ایرانبان با عده‌ای در ارتباط بود و آن‌ها هرماه در مقابل اسناد و مدارکی که به ایرانبان می‌دادند، از او پول می‌گرفتند. ایرانبان چندماه به یکی از این اشخاص پول نمی‌دهد، فرد مذکور به پلیس اطلاع می‌دهد که ایرانبان و امامی اسناد و مدارک محرمانه دولتی را می‌گیرند و به شوروی می‌فرستند. پلیس، ایرانبان را بازداشت می‌کند. در جریان بازجویی، ایرانبان اعترافات زیادی می‌کند و از جمله می‌گوید که با حدود دوهزار نفر ارتباط دارد و از آن‌ها اسناد و مدارک می‌گیرد. پس از ایرانبان، باقر امامی را درحالی که سندی از وزارت خارجه در جیب داشته، دستگیر می‌کنند و به اداره نظمیه می‌برند. در کریدور اداره نظمیه سندی را که در جیب داشته از پنجره به بیرون می‌اندازد، ولی یکی از ماموران می‌بیند و آن سند را برمی‌دارد.» بدین ترتیب افراد شبکه جاسوسی اقابکف در ایران یکی پس از دیگری دستگیر می‌شوند و پلیس در طی یکسال بیش از ۴۰۰ نفر را در این رابطه بازداشت می‌کند. روزنامه بلدرش ترکیه اخبار این حوادث و واکنش شوروی به آن را این‌گونه بازتاب داه است:
« شماره ۳۰، اسفند ۱۳۰۹، ایران. انتشارات آقابکف. نظر به اطلاعاتی که از ایران به ما واصل شده، افشاآت چکیست آقابکف در دوایر رسمی ایران تاثیرات مهمی بخشیده. بنابراین در وزارت پست و تلگراف تفتیشات واقع گشته و مامور رمز هیئت وزراء محمدعلی میرزا هم توقیف، علاوه بر این از طرف حکومت ایران به جرم بلشویکی توقیفات مهمی به وقوع رسیده و در مقابل همین قضایا حکومت بلشویک [ شوروی ] نیز اغلب تجار ایرانی ساکن روسیه را تحت توقیف درآورده، ایشان را یا حبس ابد و یا این که به اعدام محکوم نموده.»
تمامی دستگیر شدگان به زندان تازه ساز قصر منتقل شدند تا پس از تکمیل پرونده‌شان آن‌ها را به دادگاه بفرستند. در زندان برای آن‌که افراد را ترغیب به همکاری با پلیس و بازجویان بکنند، به آن‌ها وعده عفو و استخدام در دوایر دولتی را داده بودند و تمام امکانات رفاهی را برای رئسای این باند فراهم کردند. پیشه وری که در همان ایام در زندان قصر به سر می‌برد در خاطرت خود می‌نویسد:
« ... خود من همان روز اول گرفتاری دسته ایرانبان و شاهزاده خاقانی، در نمره دو بودم. این اتفاق یکسال بعد از گرفتاری ما پیش آمد. عده‌شان زیاد بود. درب اتاق من بسته نبود، می‌توانستم بیرون بیایم. از مشاهده رفتار و کردار این مردمان سیاسی که به جرم جاسوسی گرفتار شده بودند در شگفتی ماندم. می‌زدند، می‌رقصیدند، به اتاق هم‌دیگر رفته به هم تبریک می‌گفتند، مزاح و شوخی و غوغا راه انداخته بودند. می‌گفتند بازی را برده با پلیس کنار آمده‌ایم، می‌خواهیم با دولت خودمان همکاری کنیم، وظیفه و شغل‌های بزرگی خواهیم داشت. دست بعضی‌ها حکمی هم داده بودند که بعد از خاتمه کار بلافاصله به خدمت پلیس مشغول بشوند. خود ایرانبان را لقب و مقام پلیس اولی داده بودند. پشت سر آن به استثنای قلیلی هرکس به فراخور حال خود رتبه و مقامی گرفته بود. هنگام بازجویی و بازداشت موقت، عرق و تریاک و سایر الواطی‌ها را برای ایشان آزاد گذاشته بودند... احمقانه تصور می‌کردند که اگر تشکیلات خودشان را وسیع‌تر نشان بدهند، جرمشان کمتر خواهد بود. خیال می‌کردند جرم سیاسی مانند خیانت‌های عادی است که مجازات در دادرسی بین همه متهمین تقسیم شود.» نظمیه در طی سال ۱۳۱۰ پرونده متهمان را پس از تکمیل به دادگاه نظامی ارسال ‌کرد و هر یک به فراخور میزان اتهامی که به آن‌ها وارد شده بود به اعدام و یا حبس‌های طویل المدت محکوم گردیدند. پس از پایان محاکمه رای دادگاه بدین شرح ایراد و اجرا گردید: « ... باقر ایرانبان عضو منتظر خدمت طرق و شوراع و محمدعلی میرزا خاقانی رئیس سابق رمز هیئت وزراء عظام و عزیزالله خان مینویی عضو وزارت مالیه و گاسپار ملیکیان عضو تلگرافخانه به جرم جاسوسی و تسلیم تلگراف رمز و اطلاعات سیاسی و غیره به اجنبی محکوم به اعدام گردیدند. اشخاص منفصل الاسامی ذیل مخصوصا از اجزای پستخانه که هر یک نحوه از عملیات جاسوسی را مرتکب و پاکات تلگرافات اداره متبوعه خود را تسلیم اجنبی نموده‌اند، به شرح ذیل محکوم شده‌اند: محمدخان آزرم عضو اداره پست و سید باقر امامی بدون شغل و آوانس آنژلو مدیر مغازه اسپوار به ۱۵ سال حبس با اعمال شاقه، بغوس ملیکیان عضو اداره تلگراف و عباس یاراحمدی موزع اداره پست و اسماعیل پازوکی موزع و اسماعیل ایازی بودن شغل و آرام مسیحی مستخدم اداره پست به ۱۰ سال حبس مجرد، عباس خان مصداقی و عباس خان نظری عضوین ادارتین پست و تلگراف به ۵ سال حبس مجرد، تقی خان شهیدی عضو اداره پست و حسین آقای پازوکی تلفون‌چی وزارت پست و تلگراف به ۳ سال حبس مجرد با اعمال شاقه، سافئیل سرواریان بدون شغل و حسین خان مستوفی عضو سابق اداره تجارت و هایگاز نرسیسیان و مکردیج هاکوپیان به ۲ سال حبس مجرد، ستراک آنژلو به یک سال حبس تادیبی و علی خان بقایی عضو وزارت داخله و اردانتس مکپیان مسیحی و آقا رضای صراف و واهان پرسیان هر یک به شش ماه حبس تادیبی، بابایوف و حاجی اقلی و نتافل افندی کلیمی محکوم به تبعید از خاک ایران، سید حسین ابریشمی و علی خان آذر و اسدالله خان ملک اسماعیلی و محمود خان ایازی و دیانت الله خان روشن از اتهام جاسوسی مبرا گردیدند.»
از طرفی دیگر حکومت شوروی دست به پاکسازی کادرهای گ.پ.ئو در سفارتخانه، کنسولگری‌ها، شرکت‌ها و دیگر مراکز حضور خود در ایران زد و افراد در معرض سوءظن پلیس ایران را با کارمندان جدید و شناخته نشده جایگزین کرد. این امر از آن جهت بود که گزارش‌های دریافتی نشان می‌داد که پلیس ایران بطور مداوم اتباع شوروی را زیر نظر گرفته و به برخی از آن‌ها ظنین شده و احتمال دستگیری آن‌ها وجود دارد. از طرف دیگر ماموران شوروی برای مقابله به مثل، تجار و اتباع ایران در این کشور را تحت تعقیب قرار داده و به بهانه‌های واهی آن‌ها را دستگیر می‌کنند و حتی مراکز فرهنگی ایران در خاک خود را بدون هیچ دلیل موجهی تعطیل کرده، کارمندان آن را اخراج کردند. ماموران مرزی شوروی به بهانه تعقیب مجرمان فراری از خاک خود، به مرزهای ایران حمله کرده و گروهی از مرزبانان ایران را می-کشند. گزارش روزنامه بلدرش ترکیه به خوبی این وقایع را بازگو می‌کند: « شماره ۵۴، شهریور ۱۳۱۰، فعالیت بلشویک در ایران. معلم فارسی مدرسه شوروی تبریز میرزا جعفر رحیم زاده که بلشویک است ... هنگام خروج از قونسولگری توقیف، ۱۲۰۰ تومان نقد و بعضا وثیقه‌های بلشویکی از او کشف شده در تعقیب این حادثه قریب ۴۰۰ نفر که اکثر آن‌ها ارمنی هستند بلشویک توقیف شده.... ، از ایران می-نویسند مدرسه ایرانی که ۲۵ سال است در شهر باکو تاسیس شده از طرف روس‌ها تعطیل کرده‌اند.... مخبر رشت می‌نویسد مامورین ساویت که در ایران هستند تماما تبدیل می‌شوند، مامورین [فعلی] احضار و مامورین گ.پ.ئو جدید به جای آن‌ها اعزام می‌شود. مامورین گ.پ.ئو جدید از کارکنان جاسوس سیاسی مسکو هستند.» در بعد کلان نیز روس‌ها دست به یک تصفیه گسترده در سازمان گ.پ.ئو زدند و عناصر مشکوک را اخراج کرده و ساختار سازمان را از نو پی‌ریزی کردند. بعد از این تصفیه بزرگ نام گ.پ.ئو به سازمان
« ان. کا. و. د » تغییر کرد و از دامنه فعالیت این سازمان در سراسر خاورمیانه و اروپا به شدت کاسته شد. و مسکو بسیار محتاطانه فعالیت‌های جاسوسی خود را پی‌گرفت.
یکی دیگر از تبعات این افشاگری‌ها انتصاب محمدحسین آیرم به ریاست نظمیه بود. رضاشاه در فروردین ۱۳۱۰، سرتیپ فضل الله زاهدی را از فرماندهی نظمیه برکنار و سرتیپ آیرم را به جای وی منصوب کرد. آیرم در سمت جدید سه ماموریت مشخص داشت. اول، متلاشی کردن شبکه جاسوسی آقابکف در ایران. دوم، مبارزه با هرگونه جنبش و فعالیت کمونیستی و سوم، تحت نظر گرفتن عبدالحسین خان تیمورتاش وزیر دربار. آیرم بلافاصله دست به کار شد و در اولین قدم بخشی تازه به اسم پلیس سیاسی را در نظمیه تاسیس کرد: « آیرم شهربانی را توسعه داد و دایره‌ای بنام اداره سیاسی که بعد کارآگاهی نام گرفت تاسیس کرد و جمع کثیری از ماموران شهربانی را در آن اداره جای داد و تمام مقامات و دولتمردان و نمایندگان مجلس تحت نظر قرار گرفتند و همه روزه گزارش‌های زیادی درباره افراد به دربار می‌فرستاد و راست و دروغ اتهاماتی به اشخاص وارد می‌کرد و نامه‌های بی‌امضایی جعل و به دربار ارسال می‌نمود و خود مامور تحقیق آن‌ها می‌شد. خشونت رضاشاه نسبت به تیمورتاش مولود همین گزارش‌های خلاف واقع آیرم بود.» اما این‌که چرا رضاشاه به وزیر دربار ظنین شده بود، باید گفت که این امر ناشی از مطالب روزنامه‌های اروپایی درباره رابطه آقابکف و تیمورتاش بود. امروز و با دسترسی به اسناد و آرشیو روزنامه‌های آن دوره مشخص شده است که مطالب منتشر شده در روزنامه‌ها هیچ‌گونه شباهتی به محتوای کتاب خاطرات آقابکف ندارد و حاوی مطالب غیر واقعی و تحریف شده است. در این تحریفات می‌خوانیم که تیمورتاش با لوگانوفسکی یک عضو سفارت شوروی در تهران روابط سری داشته و اطلاعات محرمانه‌ای را به او منتقل می‌کرده است و یا در سفر به روسیه کیف اسناد تیمورتاش توسط یک جاسوس زن که برای اینتلیجت سرویس کار می‌کرده به سرقت برده شده، و یا خوشتاریا که تبعه روسیه بوده مبالغ هنگفتی را به تیمورتاش پرداخت کرده که این پرداخت‌ها در ازای خدمات اطلاعاتی وزیر دربار بوده است. حتی دامنه این تحریفات تا جایی رسید که روزنامه ارمنی کارگر (Mshag) چاپ آمریکا از قول صاحب امتیازش گریگور یقیکیان نوشت که وی شخصا به تهران رفته و با آقابکف مصاحبه کرده و این مطالب حاصل این گفتگو‌ها است!. دشمنان تیمورتاش در داخل و خارج بسیار روی این مطالب غیر واقعی مانور دادند و حتی نامه‌های بدون امضایی برای رضاشاه فرستادند و وزیر دربار را متهم به خیانت به کشور کردند. از طرف دیگر عدم واکنش درست و به موقع تیمورتاش به این مطالب، بازار شایعات در تهران را بیشتر داغ کرد. بنابر دلایلی که برای پژوهشگران نامشخص است، تیمورتاش نه تنها واکنشی نشان نداد، حتی از انتشار یک بیانیه رسمی در مطبوعات داخل و خارج از کشور و دفاع از خود امتناع ورزید. همه این پیشامد‌ها دست به دست هم داد و ذهن رضاشاه را نسبت به تیمورتاش مسموم کرد. شاه حق داشت که ترسیده و مضطرب باشد. از طرفی می‌دید که روس‌ها در فکر تجزیه کشور هستند و از طرف دیگر جمع کثیری از مهم‌ترین مقامات اداری و نظامی کشور برای آن‌ها جاسوسی می‌کنند. در نتیجه منطقی بود که از آیرم بخواهد تیمورتاش را زیر ذره‌بین قرار دهد. پالگونوف روزنامه نگار روس که هم زمان وقایع تهران را دنبال می‌کرد درباره اهداف رضاشاه از انتصاب آیرم به ریاست نظمیه، گزارش کرد: « وظیفه آیرم صرفا تامین امنیت شاه نیست بلکه، جلوگیری از ظهور یک نیروی سیاسی یا یک شخصیت سیاسی معروف که توان رقابت با شاه را دارا است نیز می‌شود. آشکارا محتمل‌ترین حریف و رقیب شاه، تیمورتاش است؛ در محافل دیپلماتیک و سیاسی ایران، شایع شده که ژنرال آیرم از نزدیک تیمورتاش را زیرنظر گرفته و شاه مصمم است که خود را از شر این وزیر دربار پر انرژی و خوش قریحه رها سازد.»
گزارش‌های ماموران سیاسی بریتانیا نیز موید همین نظر است. در گزارش مستر هور به سرجان سیمون به تاریخ ۲۵ فوریه ۱۹۳۳ می‌خوانیم: « نباید فراموش کرد که سقوط تیمورتاش اندکی پس از محاکمه ایرانیانی که متهم به جاسوسی برای شوروی بودند صورت گرفت و لذا هیچ بعید نیست که دشمنان وزیر دربار، و در راس آن‌ها سرتیپ آیرم رییس کل شهربانی کشور، بتدریج شاه را به سوی این اعتقاد سوق داده باشند که تیمورتاش خطری است جدی و واقعی برای سلسله پهلوی.»
وظیفه دیگر آیرم مبارزه با جنبش‌های کمونیستی در سراسر کشور بود. از این منظر در طی ریاست آیرم تعداد قابل توجه‌‌ای از فعالان کمونیست دستگیر شده و پس از محاکمه به زندان رفتند. حکومت نیز برای قانونی کردن این بگیر و ببندها، در تاریخ ۲۲ خرداد ۱۳۱۰ قانون مجازات مقدمین بر علیه امنیت و استقلال مملکت را در مجلس تصویب کرد. براساس بند اول این قانون « هرکس در ایران به هر اسم و یا به هر عنوان، دسته یا جمعیت یا شعبه جمعیتی را تشکیل دهد و یا اداره نماید که مرام یا رویه آن ضدیت با سلطنت مشروطه ایران و یا رویه یا مرام آن اشتراکی است و یا عضو دسته یا جمعیت یا شعبه جمعیتی شود که با یکی از مرام یا رویه‌های مزبور در ایران تشکیل شده باشد، از سه تا پانزده سال حبس مجرد محکوم خواهد شد.»

## سرانجام آقابکف
گرمای عشقی که آقابکف و ایزابل را به هم پیوند داه بود، بعد از سه سال به سردی گرایید و آندو از یکدیگر جدا شدند. آقابکف که بعد از جدایی بسیار افسرده و از لحاظ مالی تحت فشار قرار داشت، حزم و احتیاط را کنار گذاشت و علارغم آن‌که می‌دانست ماموران مخفی شوروی و همکاران سابق او در صدد شکارش هستند، با این‌حال بی‌پروا در محافل عمومی ظاهر می‌شد و از پنهان کردن هویت واقعی خود اجتناب می‌کرد. او برای به دست آوردن پول از هر راهی آمادگی داشت. سابقه امنیتی وی این اجازه را به وی می‌داد که به راحتی جذب باندهای خلافکار و مافیایی بشود. پنهان کاری، طمع، آدم کشی و پول کثیف چیزهایی بود که آقابکف یک عمر با آن‌ها زندگی کرده بود. پرده آخر زندگی آقابکف در اسپانیا به نمایش گذاشته شد. در آن سا‌ل‌ها جنگی بزرگ و خونین بین جمهوری خواهان و سلطنت طلبان اسپانیایی در گرفته بود. در این بین روس‌ها در ازای پشتیبانی نظامی از جمهوری خواهان بهای گزافی را طلب می-کردند. به غیر از انتقال تمام ذخایر طلای اسپانیا که بالغ بر ۶۳ میلیون لیره استرلینگ ارزش داشت به روسیه، شخص استالین از جنگجویان جمهوری خواه خواسته بود تا کلیه آثار هنری و تاریخی و عتیقه-هایی را که از کلیساها و کاخ‌های ثروتمندان و ذخایر موزه‌ها غارت می‌کنند، به روسیه بفرستند. به همین منظور شبکه‌ای گسترده از دلالان و انتقال دهندگان غیرقانونی اشیاء هنری و عتیقه در سراسر اروپا فعال گردید. ریاست این شبکه برعهده « زلینسکی » مامور پلیس مخفی شوروی قرار داشت. او ترتیبی اتخاذ کرده بود که هرگاه یک کلیسا، صومعه یا قصری به دست جمهوری خواهان می‌افتاد، اشیای گرانبهای آن از قبیل تابلوهای نقاشی، لوازم عتیقه و غیره به غارت میرفت و از طریق افراد این شبکه سر از پاریس و بلژیک و نهایتا مسکو در می‌آورد. مرکز این تجارت غیر قانونی بلژیک بود. آقابکف به زودی جذب این شبکه شد و به فعالیت پرسود در آن پرداخت و از آنجا‌یی که احتیاط را کنار گذاشته بود، هویت وی برای شکارچیان که اتفاقا در این شبکه با او همکاری می‌کردند آشکار شد. او چندبار برای انتقال اشیاء غارتی به مرز فرانسه و اسپانیا رفت. در یکی از این مسافرت‌ها او در دام مامورانی که برای کشتن وی در آنجا حضور داشتند افتاد و به طرز فجیعی به قتل رسید و تکه تکه شد و تا مدت‌ها پلیس از کشف هویت وی عاجز مانده بود. اما روایت دیگری از مرگ آقابکف در دست است که نحوه کشته شدن او را به گونه‌ای کاملا متفاوت تشریح می‌کند. در این روایت محل قتل نه در کوهستان پیرنه بلکه در پاریس اتفاق افتاده است. براساس این روایت تازه، شخصی به نام « آندرویچ الله وردی‌اف » با نام مستعار « زمان » در آنتورپ با آقابکف ملاقات می‌کند. آن دو یکدیگر را می‌شناختند. زمانی که آقابکف در ایران بود، الله وردی‌اف در کنسولگری شوروی در کرمانشاه کار می‌کرد. زمان به او گفت که معامله‌ای پرسود شامل جواهرات گرانبها، الماس و مروارید که متعلق به خانواده‌ای ارمنی است در پاریس جریان دارد و از او خواست به عنوان خریدار این مجموعه گرانبها به پاریس رفته و محموله را بخرد. آقابکف برمبنای آدرسی که از زمان گرفته بود به آپارتمانی در پاریس مراجعه کرد و پس از ورود و سرگرم شدن با جواهرات، ناگهان از سوی یکی از دو نفر میزبان خود مورد حمله قرار گرفت و با ضربات کارد کشته شد. ضارب « ایوانویچ تاخچیانف » نام داشت که با اسم مستعار « حسن » خود را به عنوان افسر سابق ارتش ترکیه به مقامات اداره مهاجرت فرانسه معرفی کرده بود. تاخچیانف و الله وردی‌اف هر دو مامور سازمان امنیت شوروی بودند. پس از قتل آقابکف جسد وی را درون چمدانی گذاشتند و آن‌ را به دریا افکندند و بدین ترتیب زندگی این مامور مخفی عاشق پیشه به انتهای خود رسید.

## علت جاسوسی شوروی از ایران
هدف عمده و اصلی شوروی از جاسوسی در ایران، ضربه زدن به موقعیت و منافع بریتانیا در ایران، عراق و هندوستان بود. هیئت حاکمه شوروی در آن دوره تصور می‌کرد که در آینده‌ای نه‌چندان دور با بریتانیا وارد جنگی بزرگ خواهد شد. بنابراین تصمیم گرفت تا قبل از شروع این جنگ خود را برای آن آماده کند. این آمادگی شامل ایجاد شبکه‌ای گسترده از حامیان خود در ایران و عراق و هند بود. سرمایه‌گذاری و اقدام به نفوذ در ایلات و عشایر این مناطق بخشی از این آمادگی محسوب می‌شد. همچنین در موقع مقتضی ضربه زدن به منافع اقتصادی بریتانیا در جنوب ایران و خانقین عراق به عنوان دو مرکز مهم تولید سوخت برای آن کشور از دیگر اقدامات شوروی محسوب می‌گردید. روس‌ها برای رسیدن به این اهداف از شیوه‌ها و راه‌های متنوعی بهره گرفتند. در ادارات مهم ایران مانند وازت پست، جنگ و خارجه نفوذ کرده و شبکه‌ای بزرگ از خبرچینان و مخبرین را سازماندهی کردند. آنها برخی از جاسوسان خود را در پوشش مهاجر و پناهنده به ایران گسیل داشتند. در پوشش شرکت‌های تجاری و بازرگانی خود در ایران اقدام به جاسوسی و کسب خبر کردند، حتی در بین برخی از اصناف مردم رسوخ کرده و جریانات فکری مردم را در مسیر دلخواه خود قرار دادند. در ادامه پژوهش به زندگی و سرانجام آقابکف تا آن‌جا که منابع و اسناد اجازه می‌داد پرداخته شد. تبعات و عوارض افشاگری‌های او هم برای دولت و فعالان سیاسی ضد حکومت ایران و هم حکومت شوروی بسیار سخت و زیان آور بود. ایجاد اراده در حکومت ایران برای مبارزه با کمونیسم، تصویب قانون منع فعالیت‌های اشتراکی، کشف و متلاشی‌شدن شبکه جاسوسی، انتصاب سرتیپ آیرم به ریاست نظمیه و تأسیس پلیس سیاسی، بدنام شدن تیمورتاش و زمینه‌سازی برای سقوط وی، مخدوش شدن روابط ایران و شوروی و عدم بهبود آن علی‌رغم حفظ ظاهر تا پایان دوره رضاشاه و بازنگری در سازمان و تشکیلات گ.پ.ئو و انحلال آن و ایجاد سازمانی جدید، از عوارض و تبعات این افشاگری‌ها برای ایران و شوروی بود.

## مأموریت در ایران
خدمت وی در ایران شامل دو دوره که دوره اول از اوت ۱۹۲۶ تا ژانویه ۱۹۲۷ به عنوان نماینده «گ.پ. ئو» در شهر مشهد و دوره دوم از آوریل ۱۹۲۷ تا اوت ۱۹۲۸ به عنوان ریاست کل سازمان در ایران بود.نتایج انتشار کتاب خاطرات آقابکف در ایران بسیار قابل توجه بود و باعث دستگیری رابطان، جاسوسان و خبر چینانی شد که نامشان در کتاب برده شده بود؛ لذا در حدود ۴۳۰ از افراد توسط حکومت بازداشت شدند که در نهایت ۴ نفر از آنها در دادگاه نظامی اعدام شدند.انتشار خاطرات آقابکف تأثیر زیادی نیز بر هیئت حاکمه ایران گذاشت و اطمینان رضا شاه نسبت به دولت شوروی کاهش یافت و سعی بر این قرار گرفت که هر چه بیشتر از همکاری‌های گسترده دو کشور کاسته شود.
آقابکف سازمان جاسوسی روسیه در ایران را به قدری نیرومند و مؤثر کرد که به عنوان مثال فقط در ایالت خراسان پنجاه مأمور مخفی در سمت‌های مختلف و بسیار حساس داشت به طوری که از محتوای یک نامه معمولی دولت ایران تا مهم‌ترین اسناد سیاسی دولت انگلستان در بدو ورود یا خروج از این ایالت مطلع می‌شد.
لیست برخی از جاسوسان، عناصر و رابطان روسیه در ایران که در کتاب ذکر شده:
- عبدالحسین تیمورتاش: اشاره به گفتگوی دوستانه او با سفیر روسیه در تهران که منجر به کسب اخبار جزئیات مذاکرات دولت‌های ایران و انگلستان شد.[۴]
- محمد فرخی یزدی: با تشویق یکی از کارمندان سفارت روسیه که صمیمیت زیادی با او داشت مقالاتی در تمجید و ستایش از تشکیلات شوروی در ایران به چاپ می‌رساند.[۵]
- محمدعلی میرزا خاقانی متصدی رمز دفتر نخست‌وزیری ایران که مسکو به واسطه او به تمام پیام‌های دولت ایران به نمایندگانش دسترسی پیدا کرد[۶]
- آیت الله کفایی(فرزند آخوند خراسانی): سازمان جاسوسی روسیه برای شکستن تحریم تجاری که به تازگی توسط دولت ایران علیه روسیه وضع شده بود، ابتدا سعی کرد از طریق حوزه علمیه مشهد کار خود را انجام دهد که با شکست انجام شد اما آقازاده(بنابر ادعای مترجم آیت الله کفایی فرزند آخوند خراسانی) با پرداخت رشوه به آقازاده او را تبدیل به یکی از دوستان روسیه می‌کند بنابراین آقازاده عده زیادی از تجار را ترغیب کرد تا به دولت ایران برای از سرگیری دوباره روابط تجاری با روسیه فشار بیاورند. او در این کار به قدری جلو رفت که حتی منجر به صدور بیانه تجار در اعتراض به کندی مذاکرات ایران و روسیه شد[۷]
- لهاک‌خان باوند دریافت آموزش‌های مخفیانه نظامی توسط نیروهای مسلح نفوذی روسیه به ایران و اشاره به عقاید بولشویکی او[۸]
- صولت‌السلطنه هزاره: کمک به روسیه برای قاچاق نیروهای روسیه و تفنگ از ایران به هند[۹]
- عباس اسکندری: از او به عنوان جاسوس شماره ۱۶ نام برده شده است که در وزارت فوائد عامه، برای روسیه جاسوسی می‌کرده است.